# Ермоген (Перфилов)
Епи́скоп Ермоге́н (в миру Емелья́н Фили́ппович Перфи́лов; ок. 1837, Хотин, Бессарабская область — 4 (17) марта 1915, Балта) — епископ Древлеправославной Церкви Христовой (старообрядцев, приемлющих белокриницкую иерархию), епископ Киевский.

## Биография
Происходил из мещан города Хотина Бессарабской области.
В сан священника рукоположён епископом Балтским и Новозыбковским Селивестром и в течение 26 лет служил в этом сане в городе Балта Подольской губернии.
Освящённым собором на Черемшане в августе 1905 года избирается кандидатом в епископы на Черниговскую епархию.
24 января 1906 года рукоположён во епископа Новозыбковского на Клинцах архиепископом Московским Иоанном (Картушиным) в сослужении епископа Петроградского Виталия (Бажанова).
После примирения с Церковью епископа Новозыбковского Михаила (Кузнецова), 23 июня 1907 года Освященным собором переведён на Киевскую епархию.
По случаю болезни, чувствуя себя не в силах управлять епархией, 22 февраля 1915 года принял схиму. Пострижение совершил священноинок Савва из Черкасского монастыря.
Скончался 4 (17) марта 1915 года в Балте, где и погребён 8 марта в склепе близ епископа Варлаама на Балтском старообрядческом кладбище.